# Benedyktynki

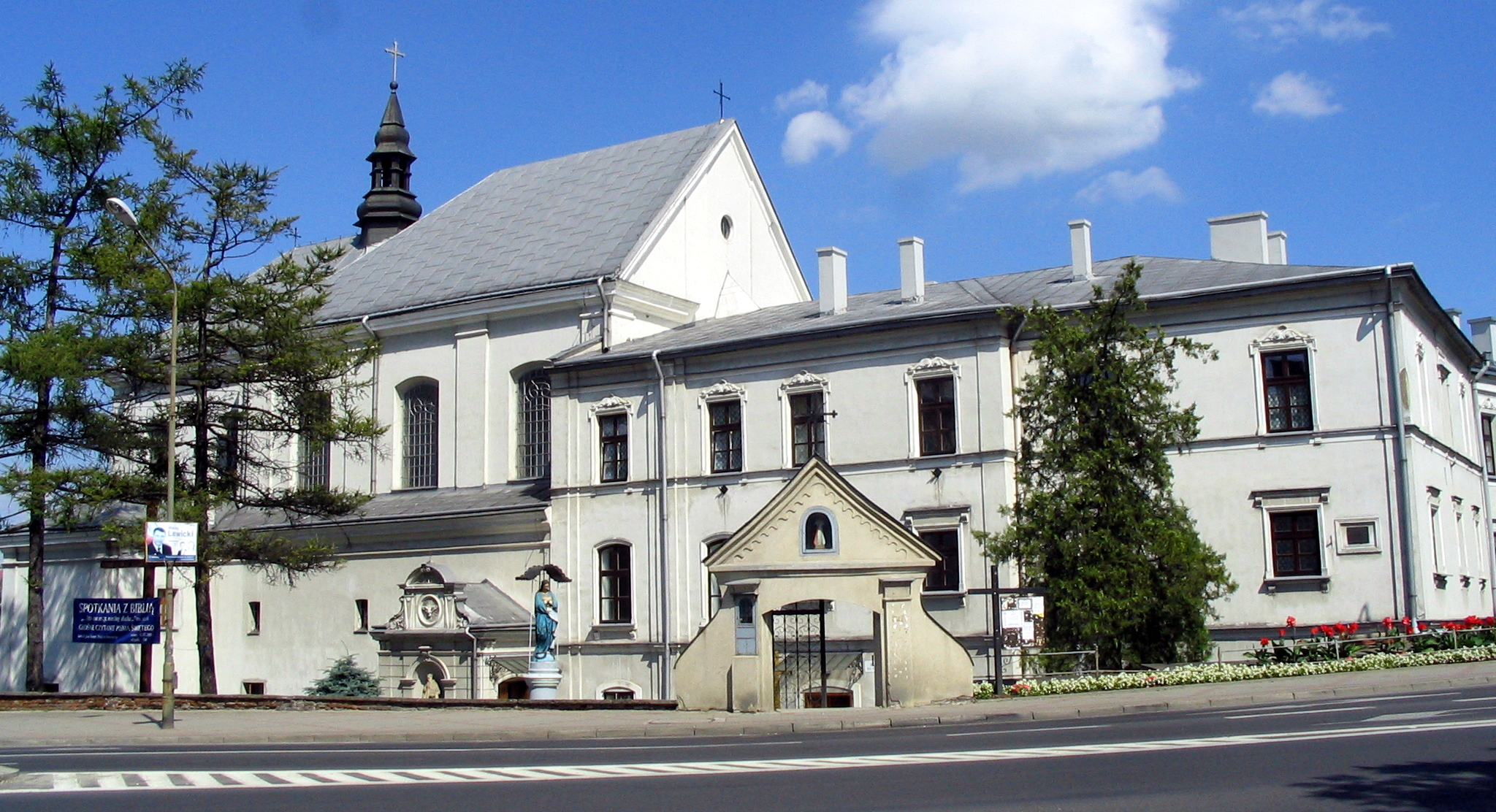
[http://benedyktynkiprzemysl.com/ Opactwo Benedyktynek w Przemyślu

Benedyktynki, Mniszki Zakonu św. Benedykta (łac. Moniales Ordinis Sancti Benedicti, O.S.B.) – żeński zakon klauzurowy.

## Benedyktynki
Katolicki żeński zakon kontemplacyjny, należący do  rodziny benedyktyńskiej.
Zakon benedyktynek wywodzi się od św. Benedykta i jego bliźniaczej siostry, św. Scholastyki – Włochów, którzy urodzili się w 480 r. w Nursji, niewielkim miasteczku środkowej Italii. Św. Scholastyka dała początek żeńskiej gałęzi benedyktynów obejmującej liczne klasztory oraz kongregacje mniszek, a także czynne zgromadzenia.
Reguła benedyktynek wywodzi się z reguł świętego Benedykta, której dewizą stały się słowa Ora et labora – Módl się i pracuj, oraz zakłada harmonijne łączenie wspólnej modlitwy z pracą fizyczną i umysłową. Do duchowości benedyktynek należy szukanie Boga poprzez kult liturgiczny i życie wspólne. Benedyktynki składają ślub stałości miejsca. Główne cele zakonu to działalność katechetyczna i parafialna. Benedyktynki zajmują się opieką nad kościołami, muzyką kościelną, zakrystią, rękodzielnictwem wyszywając ornaty oraz inne szaty liturgiczne. Prowadzą również działalność charytatywną, pomagając potrzebującym, którzy zgłaszają się do klasztoru, szukając pożywienia; niektóre zakonnice prowadzą przedszkola.

## Kongregacje i opactwa benedyktynek działające na terenie Polski
- benedyktynki loretanki
- benedyktynki misjonarki[1]
- benedyktynki mniszki
- benedyktynki oblatki[2]
- benedyktynki oblicza
- benedyktynki sakramentki[3]
- benedyktynki samarytanki
- cysterki
- kamedułki

## Klasztory benedyktynek w Polsce
Staniątki, Wołów, Żarnowiec, Drohiczyn, Jarosław, Krzeszów, Łomża, Przemyśl, Sierpc, Chełm, Warszawa, Siedlce, Wrocław, Kwidzyn, Gaj.

## Historia
Pierwszy klasztor żeński zakonu benedyktynek w Polsce założył w XI wieku dla swojej córki Bolesław Chrobry.
Do 1961 działały w Polsce benedyktynki ormiańskie.